# Uanna

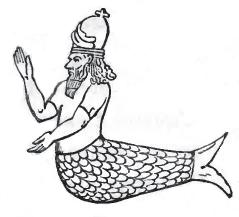
Ilustración de Uanna, 1868.

Oannes o Uanna fue un ser mitológico probablemente un Apkallu (creados por Enki), un semidiós mitad pez mitad humano, que existió en las culturas sumeria, caldea y babilonia. Hizo su aparición en el golfo Pérsico, y solía hablar con los humanos y enseñarles buenos modales, letras, matemáticas, arquitectura, etc. Se dice que, para los babilonios Oannes era el mismo Ea o Enki, otros lo identificaron con Adapa. Según Beroso, bajo el reinado de Dahös aproximadamente en el año 2780 a. C., aparecieron otros Annedoti, descritos con forma anfibia, mezcla de humano y pez, sus nombres fueron: Eudocus, Eneugamus, Eneuboulus y Anemeutus. Más tarde, según Apolodoro, por el año 2450 a. C. y bajo el reinado de En-men-dur-ana, apareció el último de estos seres al que se le llamó Anodaphus. Cabe resaltar que para Beroso estas entidades, se llamaban Musarus (traducción: seres repulsivos).
Eusebio de Cesarea, una de las fuentes a través de las que nos llega Beroso, lo trae a colación para mostrar que los dioses babilonios son personas antiguas deificadas, y entiende que así las diferencia del dios en el que él cree. 